# Nacugutwa
Nacugutwa är ett vattendrag i Burundi.   Det ligger i provinsen Cibitoke, i den nordvästra delen av landet, 60 km norr om huvudstaden Bujumbura.
Omgivningarna runt Nacugutwa är en mosaik av jordbruksmark och naturlig växtlighet. Runt Nacugutwa är det tätbefolkat, med 276 invånare per kvadratkilometer.